# (36172) 1999 RH247
1999 RH247 (asteroide 36172) é um asteroide da cintura principal. Possui uma excentricidade de 0.09080620 e uma inclinação de 1.70721º.
Este asteroide foi descoberto no dia 4 de setembro de 1999 por Spacewatch em Kitt Peak.